# 森松さやか
森松 さやか（もりまつ さやか、1982年9月27日 - ）は、日本の元フリーアナウンサー。

## 来歴・人物
- 2016年6月20日から6月22日まで開催された和歌山競輪の中継から番組出演を開始[3]。2019年現在では主に岸和田競輪場、奈良競輪場および佐世保競輪場で開催がある場合にSPEEDチャンネルなど放送される中継番組でMCやアシスタント、リポーターをつとめている（岸和田では中継に出演しない場合、場内イベントのMCやガイダンスコーナーを担当することがある）。岸和田競輪場で開催された高松宮記念杯競輪の中継番組では、2017年（第68回）でリポーター、2018年（第69回）と2019年（第70回）でアシスタントをつとめた。
- 身長はおよそ146cm[4]。それ故に、中継番組で橋本悠督と共演する際には「ちっちゃいおばちゃん」と言われることがある[5]。
- 好きな食べ物は餃子（特に京都王将の餃子[6]）。嫌いな食べ物はキュウリ。
- 2020年10月1日から10月4日にわたって熊本市が久留米競輪場を借りて実施した『開設70周年記念「火の国杯争奪戦」 in 久留米』の中継への最後に中継番組からは離れる。その後、2021年3月にDMM.comに入社し、競輪コンテンツの企画や広報などを主として仕事をしていくことを明らかにした[7]。

## 過去の出演番組
- 競輪中継（SPEEDチャンネル）
- オヤジのガチ買い（YouTube Live、ニコニコ生放送） - アシスタント[8]